# Patrik Carlgren
Patrik Carlgren (Falun, 8 de janeiro de 1992) é um futebolista sueco que joga como Goleiro.
Defende atualmente o Randers FC.

## Carreira
Está na seleção sueca desde 2013. Ele fez parte do elenco da Seleção Sueca de Futebol da Eurocopa de 2016.

## Títulos
Randers FC
- Copa da Dinamarca: 2020-21

Suécia
- Campeonato Europeu Sub-21: 2015